# Mathurin Crucy
Pour les autres membres de la famille, voir Famille Crucy.
Mathurin Crucy, né le 22 février 1749 à Nantes et mort le 7 novembre 1826 à Chantenay, est un architecte et urbaniste français de style néo-classique, architecte-voyer de la ville de Nantes de 1780 à 1800 à la suite de Jean-Baptiste Ceineray, concepteur d'un programme urbain et architectural qui a profondément marqué sa ville natale.
Mathurin Crucy appartient à une famille dont le rôle est important à Nantes à la fin du XVIIIe et au début du XIXe siècle.

## Biographie

### Origines et famille
Mathurin Crucy est le fils aîné et second enfant de Jean Crucy (1714-1785), négociant en bois de premier plan à Nantes, assisté par son frère Jean-Gilbert (1751-1783). Il est le maître d'ouvrage du pont Rousseau (1777) et du pont Maudit (1787).
Il est petit-fils de Georges de Crucy (famille Crucy) et de Claudine Joubert, et arrière-petit-fils de Charles Louis de Crucy de Marcillac et de Françoise d'Arcemalle.
Marié avec Michelle Brodu en 1745 fille de Mathurin Brodu et de Michelle Marchais, familles de maîtres de forges, il en a eu quinze enfants. En ce qui concerne Mathurin, ceux qui ont joué un rôle important dans son existence sont ses sœurs Anne (1747-1814) et Michelle (née en 1753) et ses frères Louis (1756-1837) et Antoine (1765-1815).
Les familles Brodu et Marchais sont originaires des Brouzils, de Vieillevigne et de Montaigu en Vendée et sont liées aux Le Maignan de l'Écorce et aux du Marchais.
Un fait notable est le mariage de Mathurin, Louis et Antoine Crucy avec trois filles du tanneur Julien Mathurin Leroux, Marie-Françoise, Françoise et Marguerite Michelle, le même jour en ce qui concerne les deux premiers couples (1785)
Du mariage de Mathurin Crucy et Marie Françoise Le Roux naîtront sept enfants : Mathurin et Jean-Louis (mai-juin 1786), Mathurin Julien (1787-1848), Félix (1787-1867), Marie-Antoinette (1791-c.1850), Jeanne-Anne (1788), Victoire (1795-1796).
Parmi ses neveux, on peut citer les noms de Mathurin Peccot (né en 1768), fils d’Anne Crucy, successeur de son oncle comme architecte-voyer, de Louis Michel Crucy (1786), fils de Louis, futur entrepreneur de construction navale, de Justine (1797) et d’Alexandrine-Zita (1801), filles de Louis, futures épouses des frères Louis-Prudent et Constant Douillard.

### Formation

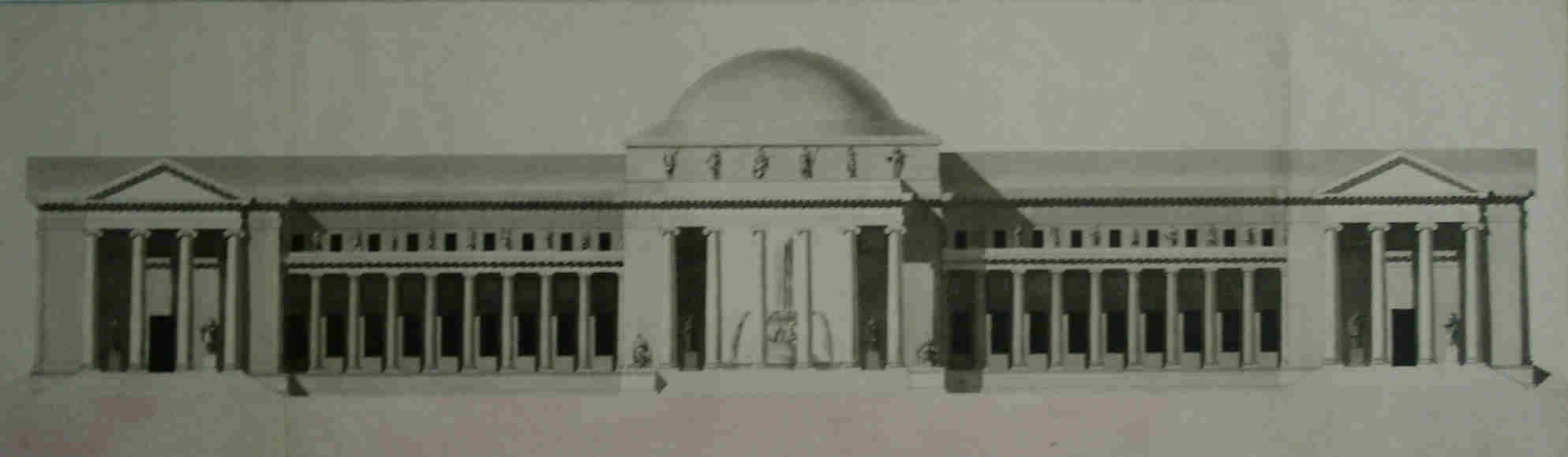
Planche du projet de « Bains publics d'eau minérale » pour le Prix de Rome, 1774

En 1767, Mathurin Crucy commence une formation d'architecte à Nantes, au sein de l'atelier de Jean-Baptiste Ceineray. Avec son aide, il monte à Paris où il rencontre l'architecte Étienne-Louis Boullée et le peintre Joseph-Marie Vien. Ce dernier l'aide à accéder à l'Académie royale d'architecture, où il entre en 1771. En 1774, il est le lauréat du « premier prix de l'Académie » (appelé par la suite Prix de Rome), pour un projet de « Bains publics d'eau minérale ». Cela lui permet d'effectuer un séjour de quatre ans à Rome. Il côtoie alors le peintre Jacques-Louis David et découvre les villas de l'architecte Andrea Palladio.
Il est de retour à Nantes en 1779, où son parcours antérieur est considéré très favorablement. Il devient assistant de Ceineray, à une époque où celui-ci a des problèmes de santé (asthme) et est de plus en butte à un conflit avec l'ingénieur des Ponts et Chaussées, Mathurin Grolleau, en raison d'une éventuelle malfaçon dans le bâtiment de la Chambre des comptes de Bretagne. Mathurin Crucy effectue une contre-expertise qui disculpe Ceineray.

### Les années 1780-1800

#### Nomination comme architecte-voyer de Nantes
L'année suivante, Ceineray donne sa démission et le Conseil de ville nomme Mathurin Crucy comme son successeur à titre provisoire, compte tenu de promesses faites antérieurement à Pierre Cacault, alors en Italie. Ce n'est qu'en 1782 que Cacault s'étant désisté, Mathurin Crucy devient titulaire du poste. Ses appointements sont fixés à 1 000 livres, ce que touchait Ceineray depuis les années 1750. Ils seront portés à 2 400 livres en 1786 et à 3 000 livres en 1790. Il est donc chargé de la direction des grands aménagements urbains en cours à l'époque, notamment la transformation du quartier de la Bourse et la création du quartier Graslin. Il est ainsi à l'origine du plan d'urbanisme du quartier Graslin (place et théâtre).

#### Activités personnelles
En 1782, il s'associe à titre privé avec Jean-François Duparc et François Mellinet pour créer un entrepôt de marchandises tropicales dans le secteur de Launay : c'est ce qu'on va ensuite appeler l'« Entrepôt des cafés », qui sera réquisitionné en 1793 pour être une prison de sinistre réputation.
En 1783, la mort de Jean-Gilbert alors que Jean Crucy est déjà âgé, et de plus quasi illettré, oblige Mathurin à assister sa mère pour assurer la continuité de l'entreprise. Très rapidement, il demande à Louis, encore en Italie, de revenir à Nantes, et de prendre la tête de l'entreprise. C'est donc Louis qui va avoir le rôle principal, assisté un peu plus tard par Antoine ; mais Mathurin est tout de même très présent et cela va lui valoir, ainsi qu'à ses deux frères, un conflit de la part des deux sœurs Anne et Michelle, qui les accusent après la mort de Michelle Brodu d'avoir accaparé l'entreprise à leur détriment. Cette affaire, mal réglée en 1788, réapparaîtra en 1812 lors de la liquidation des sociétés de construction navale Crucy.

#### Travaux dirigés par Mathurin Crucy avant la Révolution

Place Graslin
En tant qu'architecte-voyer Crucy conçoit l'aménagement de la place Graslin. Jean-Joseph-Louis Graslin, receveur général des fermes du royaume et par ailleurs mécène de la ville, possède des terres sur une butte rocheuse à l'ouest du centre ville. Il souhaite notamment y créer un nouveau quartier doté d'un théâtre. Le projet est lancé en 1779.
Pour aménager cette place, Crucy s'inspire de la place de l'Odéon à Paris. Le théâtre domine une place en hémicycle. La place Graslin est percée de huit rues. Les façades des immeubles sont sobres, de style classique. Les six bâtiments de la place sont conçus de façon uniforme. Leur rez-de-chaussée est orné d'arcades et on trouve des balcons filants aux premier et troisième étages. Le Grand Théâtre est achevé en 1788 et ouvre ses portes la même année.

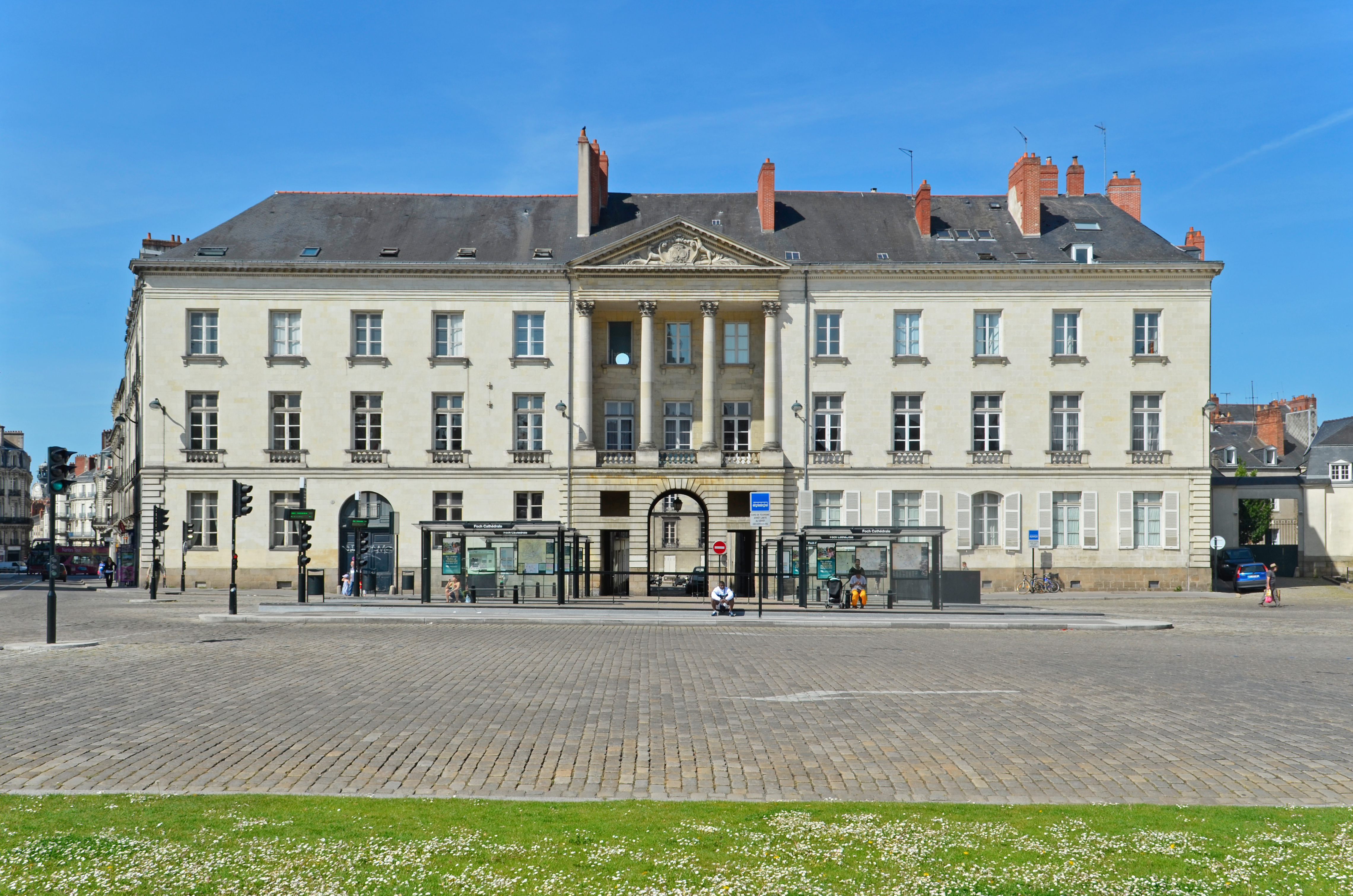
L'hôtel Montaudouin.

Hôtel Montaudouin

#### La période de la Révolution
Il est confirmé à son poste par les premières municipalités du nouveau système communal. Il devient aussi ingénieur de la Garde nationale (octobre 1790) et participe donc à ce titre à la défense de Nantes au moment de l'attaque des insurgés vendéens en mai-juin 1793. Bien que n'ayant pas d'activité proprement politique, il est très proche de la municipalité Baco, dont sont membres son beau-père et son neveu Antoine Peccot, autre fils d'Anne Crucy.
Il est donc révoqué par Carrier en même temps que la municipalité Baco, le 9 octobre 1793. Quoique pas directement menacé par ailleurs, il préfère s'éloigner de Nantes et aller visiter des chantiers forestiers à l'intérieur du pays. Le successeur choisi par Carrier, Richelot, étant cependant mort très vite, dès que Carrier quitte Nantes en février 1794, Mathurin Crucy est rappelé à son poste par la municipalité Renard, alors même que Mathurin Leroux et Antoine Peccot sont emprisonnés à Paris dans le cadre de l'affaire des 132 modérés nantais (ils seront acquittés en septembre 1794).
Un épisode notable de cette période du début de la République est son intervention au moment de la destruction de l'église des Carmes (centre de l'ancienne paroisse ducale) en 1793 ; il réussit à préserver le tombeau du Duc François II de Bretagne et de Marguerite de Foix, que l'on peut maintenant voir dans la Cathédrale Saint-Pierre-et-Saint-Paul de Nantes.

### Entrepreneur de construction navale (1800-1810)
Il démissionne en 1800 pour se consacrer, avec ses frères Louis et Antoine, au chantier de construction navale familial. Cette activité est en pleine expansion en raison des guerres contre l'Angleterre ; l'entreprise, située à Basse-Indre, construit, entre autres, des frégates pour la marine française. Elle bénéficie d'une visite de Napoléon en août 1808 lorsqu'il parcourt l'estuaire de Nantes à Paimbœuf. Elle fait tout de même faillite en 1808 et Mathurin Crucy abandonne totalement cette activité en 1810, après avoir été nommé architecte du département de la Loire-Inférieure en 1809.

### La Garenne Lemot (1808-1823)
En 1808, par ailleurs, il est appelé par le sculpteur François-Frédéric Lemot (1771-1827) pour réaliser un ensemble d'inspiration italienne, dans son domaine situé à Gétigné, près de Clisson : c'est l'actuel domaine de la Garenne Lemot. Entre 1811 et 1815, il entame l'aménagement du parc et construit la maison du jardinier, l'un des chefs-d'œuvre de l'architecture rustique à l'italienne en France. Mais il se brouille avec Lemot en 1823 et c'est son successeur, Pierre-Louis Van Cleemputte, qui achève le projet.
Mathurin Crucy meurt en 1826 dans une demeure située près du chantier Crucy à Chantenay. L'officier d'état civil le désigne comme « architecte honoraire de la ville de Nantes ». Il est inhumé à Nantes au cimetière Miséricorde.

## Principales réalisations
- 1780-1788 : Place Graslin

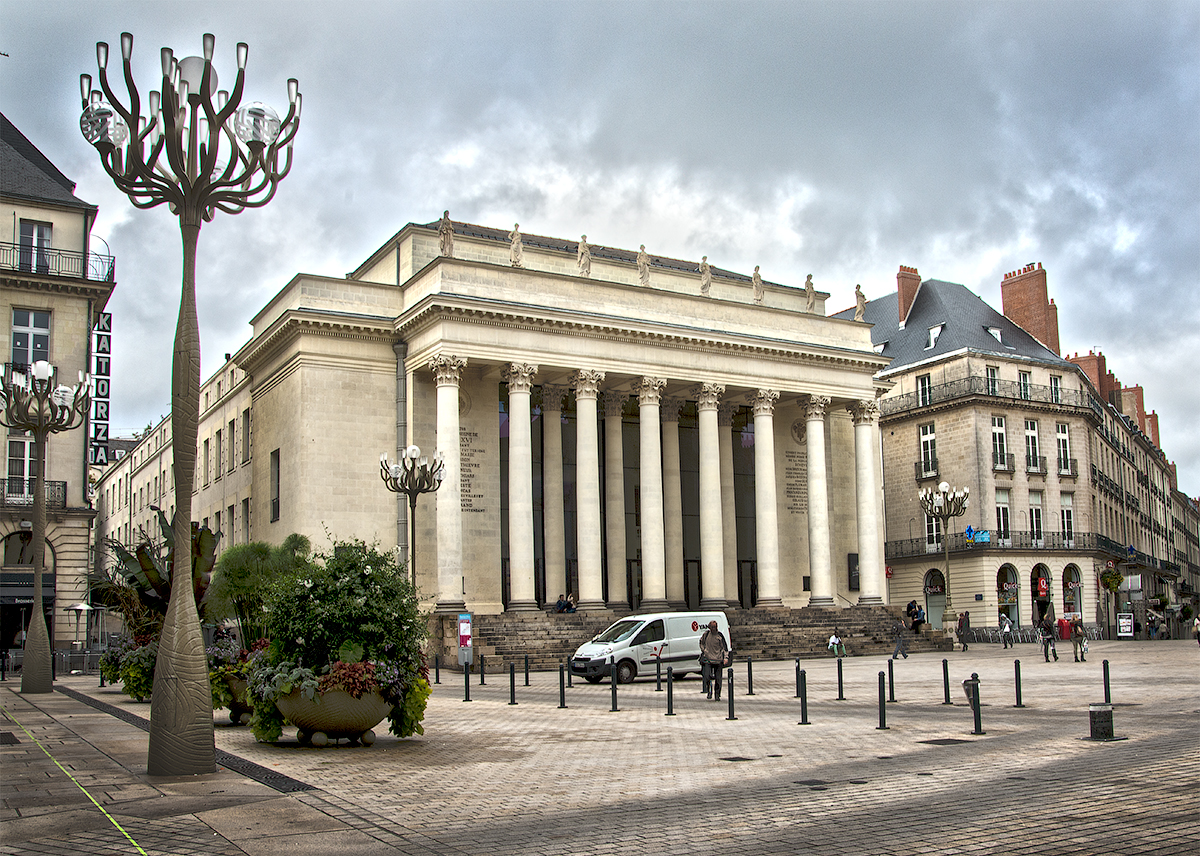
Théâtre Graslin, Nantes

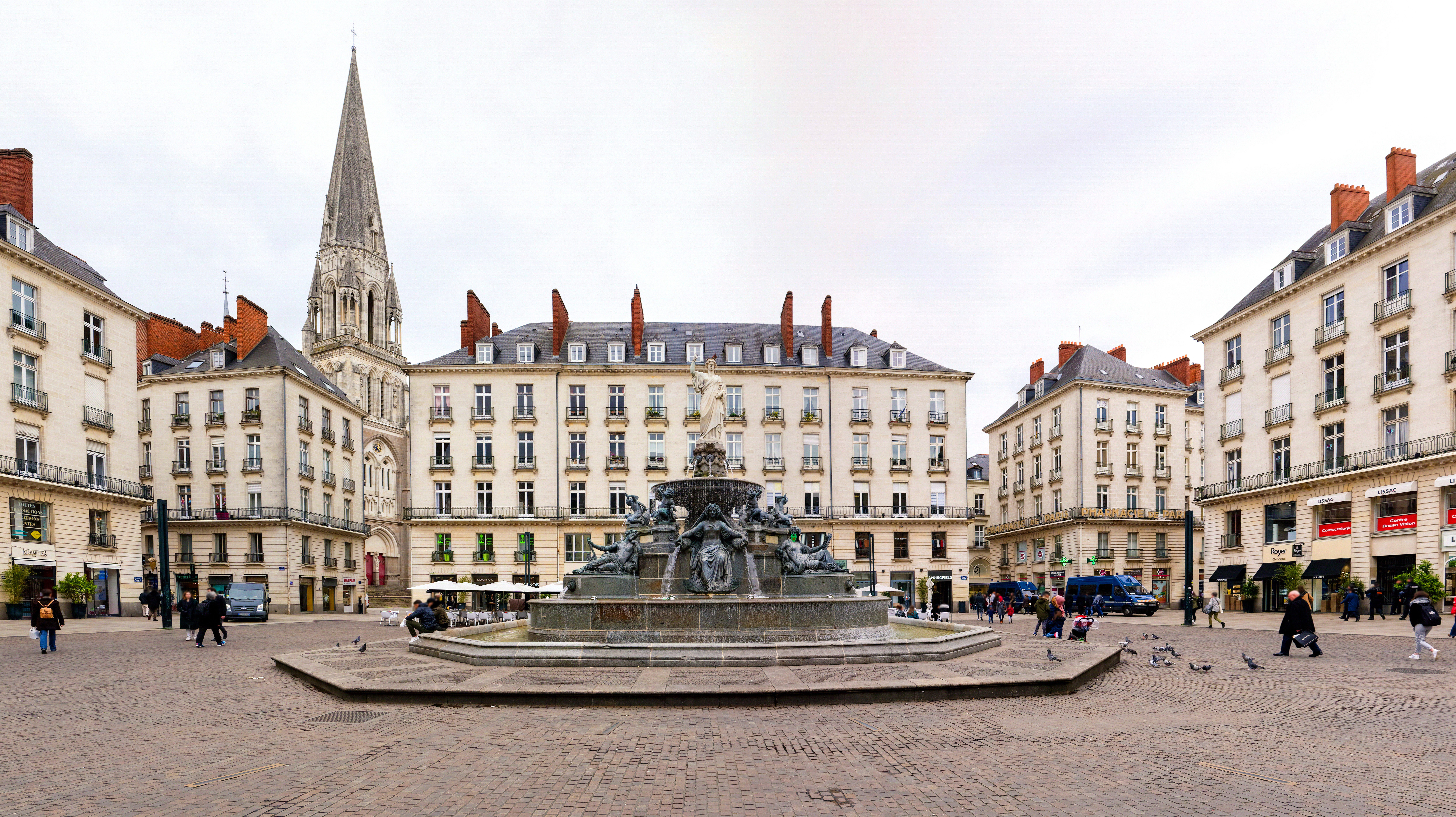
Place Royale, Nantes

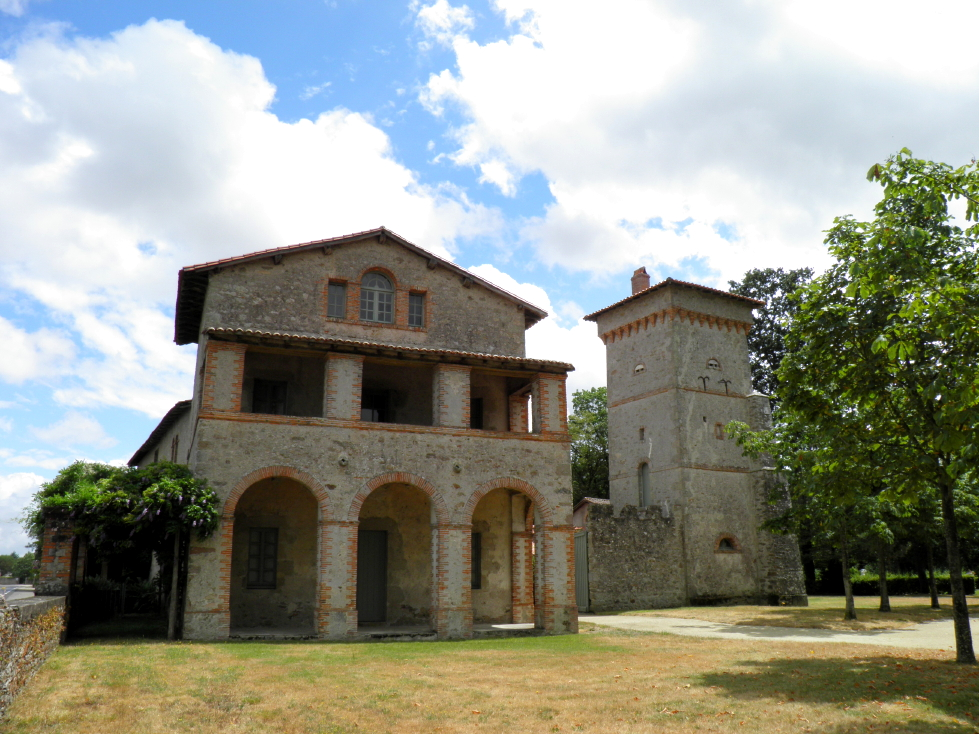
Maison du jardinier, domaine de la Garenne Lemot

- 1783 : Hôtel Montaudouin ou des Colonnes, sur l'actuelle place Maréchal-Foch
- 1784-1788 : Théâtre Graslin à Nantes
- 1787 : Place Royale (détruite pendant la Seconde Guerre mondiale et reconstruite sur le même modèle légèrement plus grande)
- 1787 : Cathédrale de Rennes (réalisation des plans après la démolition du bâtiment à la suite de la menace d'effondrement de l'ancien édifice)
- 1789 : Halle aux blés (détruite en 1882)
- 1791 : Cours Cambronne (plans, terminé dans le courant du XIXe siècle)
- 1802 : Bains publics (détruits) et quais ouest de l'Île Feydeau
- 1807 : Halle aux poissons (détruite en 1851)
- 1808 : Bourse du commerce, Nantes
- 1811-1815 : Maison du jardinier du domaine de la Garenne Lemot, près de Clisson[10]
- 1811-1826 : direction des travaux de reconstruction de la cathédrale de Rennes avec l'architecte Philippe Binet (1742-1815)[11]
- 1816 : début de la construction de la maison de maître de la Garenne Lemot, sur les plans de Crucy, qui abandonne le chantier en 1823.
- 1818-1823 : édifices du parc de la Garenne Lemot (Temple de l'amitié, Colonne, Obélisque)

## Hommages et classements
Une rue de Nantes a été nommée en hommage à Mathurin, la rue Crucy (le long de la partie ouest des anciennes usines LU, et perpendiculaire à l'avenue Carnot). L'impasse Crucy, près des anciens chantiers Dubigeon, se réfère en revanche à son frère Antoine.
Quatre réalisations de Mathurin Crucy font aujourd'hui l'objet d'un classement aux monuments historiques :
- le domaine de la Garenne Lemot a d'abord fait l'objet de mesures de protection au titre des monuments historiques. En 1969, la villa et le temple de Vesta (inspiré de celui de Tivoli) sont inscrits au patrimoine. Par arrêté du 14 mars 1988, l'ensemble du parc et ses fabriques, l'extérieur de la villa sont classés au titre des monuments historiques ainsi que les extérieurs du temple de l'Amitié et l'obélisque sur la rive gauche du parc[13] ;
- le théâtre Graslin est inscrit depuis l'arrêté du 8 décembre 1998[14] ;
- les façades et toitures de l'hôtel Montaudouin sont inscrites par un arrêté du 2 juillet 1951[15] ;
- les façades et toitures des bâtiments de l'hôpital Saint-Jacques à Pirmil construits par Crucy entre 1809 et 1811 sont inscrits par un arrêté du 24 avril 1997[16].

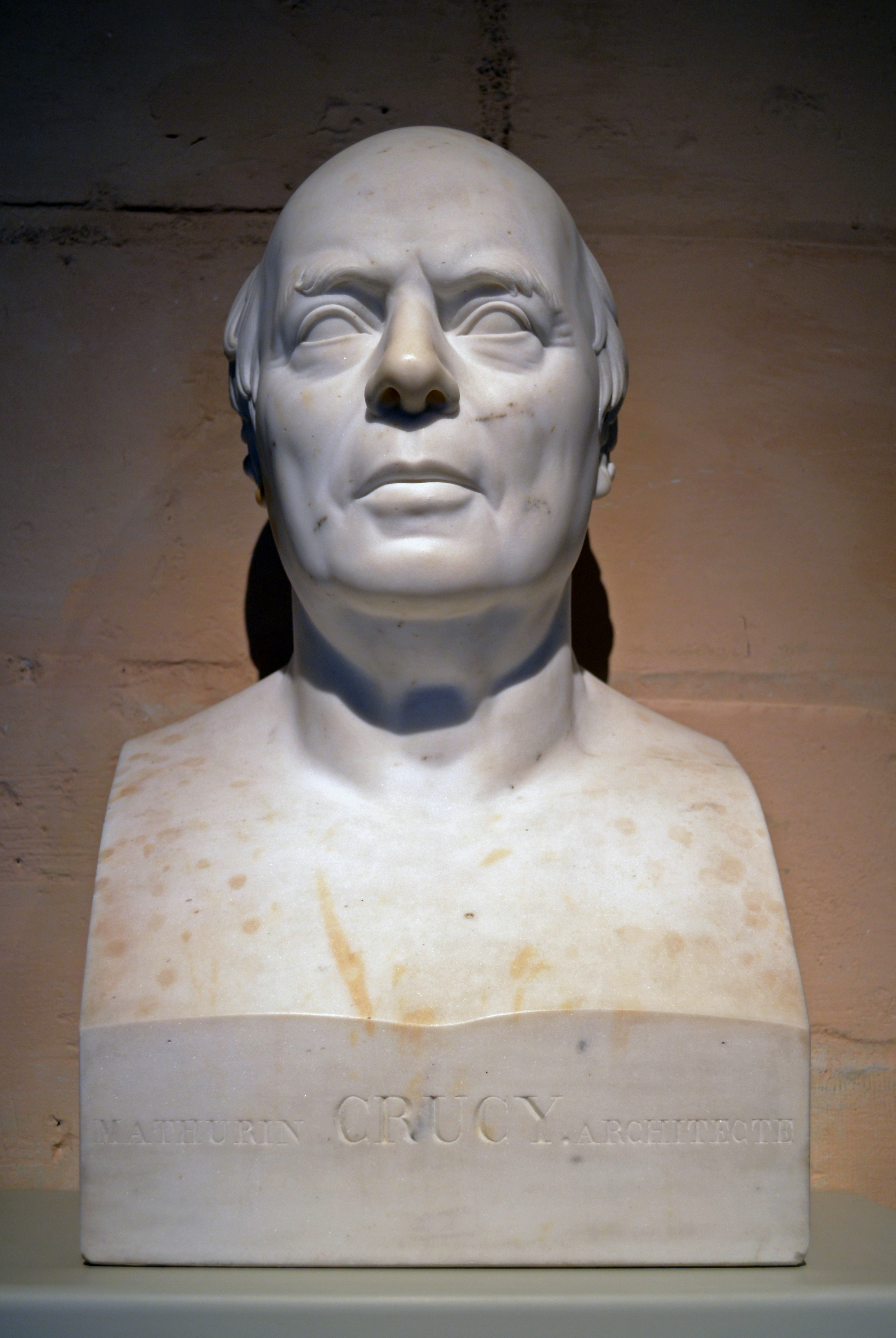
Buste par Jean de Bay, fils.
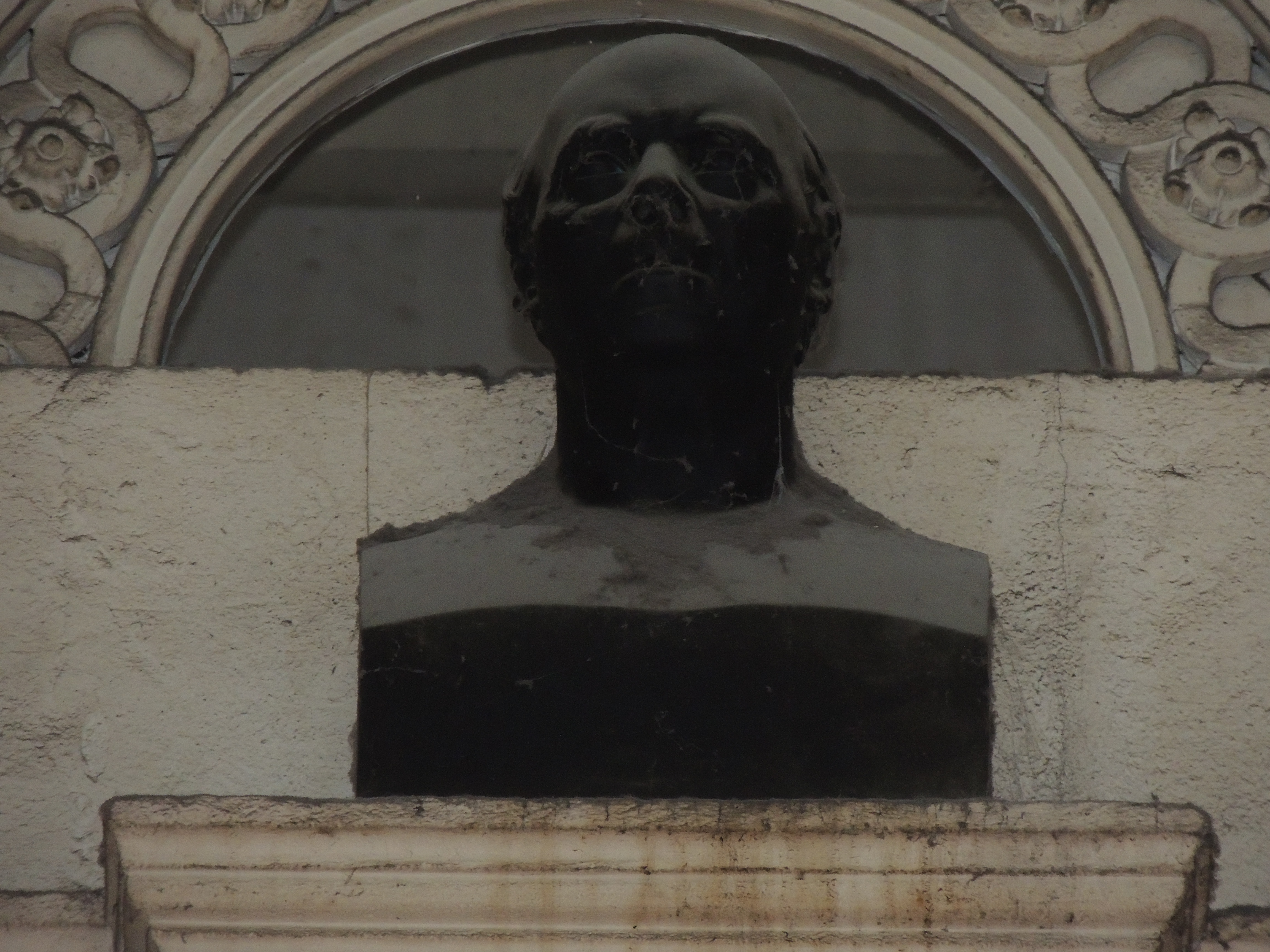
Buste par Jean de Bay, fils.

## Liens